# Ojuelos de Jalisco
Ojuelos de Jalisco är en kommunhuvudort i Mexiko.   Den ligger i kommunen Ojuelos de Jalisco och delstaten Jalisco, i den centrala delen av landet, 400 km nordväst om huvudstaden Mexico City. Ojuelos de Jalisco ligger 2 226 meter över havet och antalet invånare är 9 827.
Terrängen runt Ojuelos de Jalisco är platt österut, men västerut är den kuperad. Runt Ojuelos de Jalisco är det ganska glesbefolkat, med 21 invånare per kvadratkilometer. Ojuelos de Jalisco är det största samhället i trakten. Omgivningarna runt Ojuelos de Jalisco är i huvudsak ett öppet busklandskap.